# Crelan-Euphony
Crelan-Euphony (Kod UCI: CRE) – belgijska zawodowa grupa kolarska z siedzibą w mieście Drogenbos powstała w 1992.
W latach 2005–2013 grupa zarejestrowana była w dywizji UCI Professional Continental Teams.
Pomimo faktu, że nigdy nie byli czołową drużyną zajęli 3. miejsce w klasyfikacji generalnej Giro d’Italia 2003, dzięki późniejszemu zawodnikowi Discovery Channel Pro Cycling Team i Astany, Jarosławowi Popowyczowi.
W 2013 roku grupa kolarska została rozwiązana.

## Historia

### Nazwa grupy w poszczególnych latach
| lata      | nazwa                        |
| --------- | ---------------------------- |
| 1989      | SEFB                         |
| 1990–1991 | SEFB-Saxon                   |
| 1992      | Saxon                        |
| 1993      | Saxon-Breitex                |
| 1994      | Saxon-Selle Italia           |
| 1995–1996 | Tönissteiner-Saxon           |
| 1997–2000 | Tönissteiner-Colnago         |
| 2001–2006 | Landbouwkrediet-Colnago      |
| 2007–2008 | Landbouwkrediet-Tönissteiner |
| 2009      | Landbouwkrediet-Colnago      |
| 2010–2011 | Landbouwkrediet              |
| 2012      | Landbouwkrediet-Euphony      |
| 2013      | Crelan-Euphony               |

### Sukcesy
Sezon 1993
1. miejsce, etap 6a Herald Sun Tour: Jocelyn Jolidon
1. miejsce, etap 7 Herald Sun Tour: Jacques Jolidon
Sezon 1994
1. miejsce, wyścig Rund um Düren: Rik Claeys
Sezon 1996
1. miejsce, wyścig Tour de Okinawa: Ken Hashikawa
1. miejsce, wyścig Flèche Hesbignonne: Marc Streel
1. miejsce, etap 2 Circuit Franco-Belge: Marc Streel
1. miejsce, etap 3 Tour de Picardie: Marc Streel
Sezon 1997
1. miejsce, wyścig GP Jef Scherens: Stéphane Hennebert
1. miejsce, wyścig Zellik-Galmaarden: Ludo Dierckxsens
1. miejsce, wyścig GP de Denain: Ludo Dierckxsens
1. miejsce, etap 5 Ras Tailteann: Michael Fitzgerald
Sezon 1998
1. miejsce, wyścig Prix d'Armor: Hans De Meester
1. miejsce, etap 4 Vuelta a la Rioja: Jan Hordijk
1. miejsce, etap 5a Commonwealth Bank Classic: Jan Hordijk
Sezon 1999
1. miejsce, wyścig Kampioenschap van Vlaanderen: Michel Van Haecke
1. miejsce, wyścig Tour de la Somme: Bert Roesems
1. miejsce, etap 1b Tour de la Somme: Bert Roesems
1. miejsce, etap 1b OZ Wielerweekend: Bert Roesems
1. miejsce, etap 3a Circuit Franco-Belge: Bert Roesems
Sezon 2000
1. miejsce, wyścig Cras Avernas: Michel Van Haecke
1. miejsce, wyścig Dwars door Gendringen: Kees Hopmans
1. miejsce, wyścig GP Stad Zottegem: Michel Van Haecke
1. miejsce, wyścig Druivenkoers Overijse: Michel Van Haecke
1. miejsce, etap 3a Tour de la Somme: Michel Van Haecke
Sezon 2001
 Mistrz Nowej Zelandii: Gordon McCauley
1. miejsce, wyścig Nokere Koerse: Michel Van Haecke
1. miejsce, wyścig Archer GP: Gordon McCauley
1. miejsce, wyścig Antwerpse Havenpijl: Michel Van Haecke
1. miejsce, wyścig GP Stadsbelangen Sint-Niklaas: Jurgen Vermeersch
1. miejsce, etap 2b Tour de la Somme: Bert Roesems
1. miejsce, etap 5 Tour de Wallonie: Bert Roesems
Sezon 2002
1. miejsce, wyścig GP Costa degli Etruschi: Yuri Metlushenko
1. miejsce, wyścig Porec Trophy I: Volodymyr Bileka
1. miejsce, wyścig Porec Trophy II: Jarosław Popowycz
1. miejsce, wyścig GP de Genève: Jarosław Popowycz
1. miejsce, etap 4 Tour of South China Sea: Glen Chadwick
3. miejsce, etap 12 Giro d’Italia: Lorenzo Bernucci
Sezon 2003
 Mistrz Litwy w jeździe na czas: Tomas Vaitkus
1. miejsce, wyścig GP d’Ouverture: Ludo Dierckxsens
3. miejsce, wyścig Giro d’Italia: Jarosław Popowycz
1. miejsce, wyścig Scheldeprijs Vlaanderen: Ludovic Capelle
1. miejsce, wyścig Tour du Doubs: Bert De Waele
1. miejsce, etap 3 Etoile de Bessèges: Tom Steels
1. miejsce, etap 1 Tour of Belgium: Tom Steels
1. miejsce, etap 7 Österreich Rundfahrt: Tom Steels
1. miejsce, etap 4 Regio Tour: Vladimir Duma
1. miejsce, etap 2 Post Danmark Rundt: Yuri Metlushenko
1. miejsce, etap 4 Post Danmark Rundt: Tomas Vaitkus
1. miejsce, etap 1 Tour du Poitou Charentes: Yuri Metlushenko
Sezon 2004
 Mistrz Litwy: Tomas Vaitkus
 Mistrz Litwy w jeździe na czas: Tomas Vaitkus
 Mistrz Uzbekistanu w jeździe na czas: Sergey Lagutin
 Mistrz Belgii: Tom Steels
1. miejsce, wyścig GP Costa degli Etruschi: Yuri Metlushenko
1. miejsce, wyścig GP Cholet-Pays de Loire: Bert De Waele
1. miejsce, wyścig Dwars door Vlaanderen: Ludovic Capelle
1. miejsce, wyścig GP Pino Cerami: Nico Sijmens
1. miejsce, wyścig GP d’Isbergues: Ludovic Capelle
1. miejsce, wyścig Omloop van het Houtland: Bert De Waele
1. miejsce, wyścig Tour de Luxembourg: Maxime Monfort
1. miejsce, etap 2 Tour de Luxembourg: Tom Steels
1. miejsce, etap 3 Tour de Luxembourg: Maxime Monfort
1. miejsce, etap 2 4 Jours de Dunkerque: Marc Streel
1. miejsce, etap 1 Etoile de Bessèges: Tom Steels
1. miejsce, etapy 1 & 3 Dookoła Austrii: Tom Steels
1. miejsce, etap 7 Dookoła Austrii: Ludo Dierckxsens
1. miejsce, etap 2b Brixia Tour: Yuri Metlushenko
1. miejsce, etap 5 Post Danmark Rundt: Tomas Vaitkus
1. miejsce, etap 5 Tour du Poitou Charentes: Ludovic Capelle
2. miejsce, etap 8 Giro d’Italia: Tomas Vaitkus
3. miejsce, prolog & etap 13 Giro d’Italia: Jarosław Popowycz
Sezon 2005
 Mistrz Uzbekistanu w jeździe na czas: Sergey Lagutin
 Mistrz Uzbekistanu: Sergey Lagutin
1. miejsce, wyścig Kampioenschap van Vlaanderen: Sergey Lagutin
1. miejsce, wyścig Hel van het Mergelland: Nico Sijmens
1. miejsce, wyścig Flèche Hesbignonne: Geert Verheyen
1. miejsce, wyścig Regio-Tour: Nico Sijmens
1. miejsce, etap 2 Regio-Tour: Nico Sijmens
1. miejsce, etap 3a Tour of Belgium: Jurgen Van Loocke
Sezon 2006
2. miejsce, wyścig Omloop Het Volk: Bert De Waele
2. miejsce, wyścig Tour de Wallonie: Nico Sijmens
1. miejsce, etap 3 Tour de Wallonie: Nico Sijmens
Sezon 2007
1. miejsce, wyścig GP de Wallonie: Bert De Waele
2. miejsce, wyścig Tour de Wallonie: Frédéric Gabriel
1. miejsce, wyścig Beverbeek Classic: Nico Sijmens
1. miejsce, wyścig Hel van het Mergelland: Nico Sijmens
1. miejsce, wyścig Drie Zustersteden - Willebroek: Bert De Waele
1. miejsce, wyścig Sparkassen Giro Bochum: Andy Cappelle
1. miejsce, etap 3 Regio Tour: Andy Cappelle
1. miejsce, etap 6 Tour of Britain: Paul Manning
Sezon 2008
2. miejsce, wyścig Paryż-Tours: Jan Kuyckx
1. miejsce, etap 1 Etoile de Bessèges: Jan Kuyckx
Sezon 2009
1. miejsce, wyścig 1 Meiprijs: Denis Flahaut
1. miejsce, wyścig Nationale Sluitingprijs: Denis Flahaut
1. miejsce, etap 4 Tour of Belgium: Bert De Waele
Sezon 2010
1. miejsce, wyścig Dwars door het Hageland: Frédéric Amorison
2. miejsce, wyścig Eschborn-Frankfurt City Loop: Geert Verheyen
Sezon 2011
1. miejsce, wyścig De Vlaamse Pijl: Frédéric Amorison
1. miejsce, wyścig Omloop van het Waasland: Aidis Kruopis
1. miejsce, wyścig GP Pino Cerami: Bert Scheirlinckx
1. miejsce, wyścig 1 Meiprijs: Aidis Kruopis
1. miejsce, wyścig I.W.T. Jong Maar Moedig: Bert Scheirlinckx
1. miejsce, wyścig Schaal Sels: Aidis Kruopis
1. miejsce, etap 1 Tour de Picardie: Egidijus Juodvalkis
1. miejsce, etap 2 Tour of Belgium: Aidis Kruopis
1. miejsce, etap 2 Paris-Corrèze: Bert De Waele

## Ostatni skład zespołu
| Imię i Nazwisko     | Data urodzenia | Narodowość    |
| ------------------- | -------------- | ------------- |
| Frédéric Amorison   | 16.02.1978     | Belgia        |
| Vincent Baestaens   | 18.06.1989     | Belgia        |
| Koen Barbe          | 20.01.1981     | Belgia        |
| Jonathan Breyne     | 04.01.1991     | Belgia        |
| Joeri Bueken        | 01.03.1991     | Belgia        |
| Frans Claes         | 26.08.1983     | Belgia        |
| Kevin Claeys        | 26.03.1988     | Belgia        |
| Tom David           | 31.03.1990     | Nowa Zelandia |
| Sébastien Delfosse  | 29.11.1982     | Belgia        |
| Gilles Devillers    | 12.02.1985     | Belgia        |
| Reinier Honig       | 28.10.1983     | Holandia      |
| Kurt Hovelijnck     | 02.06.1981     | Belgia        |
| Egidijus Juodvalkis | 08.04.1988     | Litwa         |
| Sven Nys            | 17.06.1976     | Belgia        |
| Kevin Peeters       | 05.02.1987     | Belgia        |
| Baptiste Planckaert | 28.09.1988     | Belgia        |
| Christophe Prémont  | 22.11.1989     | Belgia        |
| Joeri Stallaert     | 25.01.1991     | Belgia        |
| Stijn Steels        | 21.08.1989     | Belgia        |
| Klaas Sys           | 30.11.1986     | Belgia        |
| Pieter Van Herck    | 08.09.1991     | Belgia        |
| Sven Vanthourenhout | 14.01.1981     | Belgia        |
| Maxime Vantomme     | 08.09.1986     | Belgia        |
| Kevin Verwaest      | 06.01.1989     | Belgia        |
| Źródło:             |                |               |